# Kvalifikace na Mistrovství Evropy ve fotbale 1996 – skupina 5
Zápasy 5. kvalifikační skupiny na Mistrovství Evropy ve fotbale 1996 se konaly v období od 6. září 1994 do 15. listopadu 1995. Ze šesti účastníků si postup do závěrečného turnaje zajistila reprezentace Česka. Nizozemsko se jako jeden z nejhorších týmů žebříčku celků na druhých místech zúčastnilo baráže.

## Výsledky
Domácí mužstva jsou psána v řádku, hostující ve sloupečku.
|    |             | Česko | Nizozemsko | Norsko | Bělorusko | Lucembursko | Malta |
| 1. | Česko       |       | 3:1        | 2:0    | 4:2       | 3:0         | 6:1   |
| 2. | Nizozemsko  | 0:0   |            | 3:0    | 1:0       | 5:0         | 4:0   |
| 3. | Norsko      | 1:1   | 1:1        |        | 1:0       | 5:0         | 2:0   |
| 4. | Bělorusko   | 0:2   | 1:0        | 0:4    |           | 2:0         | 1:1   |
| 5. | Lucembursko | 1:0   | 0:4        | 0:2    | 0:0       |             | 1:0   |
| 6. | Malta       | 0:0   | 0:4        | 0:1    | 0:2       | 0:1         |       |

## Tabulka
| Poř. | Tým         | Z  | V | R | P | VG | OG | B  |
| ---- | ----------- | -- | - | - | - | -- | -- | -- |
| 1.   | Česko       | 10 | 6 | 3 | 1 | 21 | 6  | 21 |
| 2.   | Nizozemsko  | 10 | 6 | 2 | 2 | 23 | 5  | 20 |
| 3.   | Norsko      | 10 | 6 | 2 | 2 | 17 | 7  | 20 |
| 4.   | Bělorusko   | 10 | 3 | 2 | 5 | 8  | 13 | 11 |
| 5.   | Lucembursko | 10 | 3 | 1 | 6 | 3  | 21 | 10 |
| 6.   | Malta       | 10 | 0 | 2 | 8 | 2  | 22 | 2  |

## Zápasy
| 6.9.1994                                            |       |             |                                                                 |
| Česko                                               | 6 – 1 | Malta       | Bazaly, Ostrava diváci: 10,226 rozhodčí: Loizos Loizou (Cyprus) |
| Šmejkal 5' Kubík 32' Siegl 34', 60', 77' Berger 86' |       | Laferla 63' | Bazaly, Ostrava diváci: 10,226 rozhodčí: Loizos Loizou (Cyprus) |

| 7.9.1994    |       |                                     |                                                                                      |
| Lucembursko | 0 – 4 | Nizozemsko                          | Stade Josy Barthel, Lucemburk diváci: 8,120 rozhodčí: Alan Snoddy (Northern Ireland) |
|             |       | Roy 23' R.de Boer 65', 67' Jonk 90' | Stade Josy Barthel, Lucemburk diváci: 8,120 rozhodčí: Alan Snoddy (Northern Ireland) |

| 7.9.1994    |       |           |                                                                |
| Norsko      | 1 – 0 | Bělorusko | Ullevaal, Oslo diváci: 16,739 rozhodčí: Guy Goëthals (Belgium) |
| Frigård 88' |       |           | Ullevaal, Oslo diváci: 16,739 rozhodčí: Guy Goëthals (Belgium) |

| 12.10.1994 |       |       |                                                                                              |
| Malta      | 0 – 0 | Česko | Národní stadion Ta' Qali, Ta' Qali diváci: 3,088 rozhodčí: Jorge Monteiro Coroado (Portugal) |
|            |       |       | Národní stadion Ta' Qali, Ta' Qali diváci: 3,088 rozhodčí: Jorge Monteiro Coroado (Portugal) |

| 12.10.1994        |       |            |                                                                  |
| Norsko            | 1 – 1 | Nizozemsko | Ullevaal, Oslo diváci: 22,293 rozhodčí: Jim McCluskey (Scotland) |
| Rekdal 52' (pen.) |       | Roy 22'    | Ullevaal, Oslo diváci: 22,293 rozhodčí: Jim McCluskey (Scotland) |

| 12.10.1994                      |       |             |                                                                          |
| Bělorusko                       | 2 – 0 | Lucembursko | Dinamo Stadium, Minsk diváci: 6,549 rozhodčí: Richard O'Hanlon (Ireland) |
| Romashchenko 68' Gerasimets 76' |       |             | Dinamo Stadium, Minsk diváci: 6,549 rozhodčí: Richard O'Hanlon (Ireland) |

| 16.11.1994 |       |                                                        |                                                                      |
| Bělorusko  | 0 – 4 | Norsko                                                 | Dinamo Stadium, Minsk diváci: 5,711 rozhodčí: Lube Spasov (Bulgaria) |
|            |       | Berg 34' Leonhardsen 39' Bohinen 52' Rekdal 83' (pen.) | Dinamo Stadium, Minsk diváci: 5,711 rozhodčí: Lube Spasov (Bulgaria) |

| 16.11.1994 |       |       |                                                                   |
| Nizozemsko | 0 – 0 | Česko | De Kuip, Rotterdam diváci: 46,500 rozhodčí: Sándor Puhl (Hungary) |
|            |       |       | De Kuip, Rotterdam diváci: 46,500 rozhodčí: Sándor Puhl (Hungary) |

| 14.12.1994                                           |       |             |                                                                         |
| Nizozemsko                                           | 5 – 0 | Lucembursko | De Kuip, Rotterdam diváci: 26,000 rozhodčí: Daniel Roduit (Switzerland) |
| Mulder 7' Roy 17' Jonk 40' R.de Boer 52' Seedorf 90' |       |             | De Kuip, Rotterdam diváci: 26,000 rozhodčí: Daniel Roduit (Switzerland) |

| 14.12.1994 |       |              |                                                                                   |
| Malta      | 0 – 1 | Norsko       | Národní stadion Ta' Qali, Ta' Qali diváci: 5,717 rozhodčí: Gianni Beschin (Italy) |
|            |       | Fjørtoft 10' | Národní stadion Ta' Qali, Ta' Qali diváci: 5,717 rozhodčí: Gianni Beschin (Italy) |

| 22.2.1995 |       |             |                                                                                   |
| Malta     | 0 – 1 | Lucembursko | Národní stadion Ta' Qali, Ta' Qali diváci: 8,370 rozhodčí: Mateo Beušan (Croatia) |
|           |       | Cardoni 55' | Národní stadion Ta' Qali, Ta' Qali diváci: 8,370 rozhodčí: Mateo Beušan (Croatia) |

| 29.3.1995   |       |                          |                                                                                 |
| Lucembursko | 0 – 2 | Norsko                   | Stade Josy Barthel, Lucemburk diváci: 3,031 rozhodčí: Nikolai Levnikov (Russia) |
|             |       | Leonhardsen 35' Aase 77' | Stade Josy Barthel, Lucemburk diváci: 3,031 rozhodčí: Nikolai Levnikov (Russia) |

| 29.3.1995                                               |       |       |                                                                          |
| Nizozemsko                                              | 4 – 0 | Malta | De Kuip, Rotterdam diváci: 30,288 rozhodčí: Gylfi Thór Orrason (Iceland) |
| Seedorf 38' Bergkamp 77' (pen.) Winter 79' Kluivert 84' |       |       | De Kuip, Rotterdam diváci: 30,288 rozhodčí: Gylfi Thór Orrason (Iceland) |

| 29.3.1995                          |       |                                      |                                                                   |
| Česko                              | 4 – 2 | Bělorusko                            | Bazaly, Ostrava diváci: 5,549 rozhodčí: Gilles Veissière (France) |
| Kadlec 5' Berger 17', 62' Kuka 68' |       | Gerasimets 45' (pen.) Gurinovich 88' | Bazaly, Ostrava diváci: 5,549 rozhodčí: Gilles Veissière (France) |

| 26.4.1995  |       |              |                                                                          |
| Bělorusko  | 1 – 1 | Malta        | Dinamo Stadium, Minsk diváci: 6,915 rozhodčí: Ladislav Gadoši (Slovakia) |
| Taykov 57' |       | Carabott 71' | Dinamo Stadium, Minsk diváci: 6,915 rozhodčí: Ladislav Gadoši (Slovakia) |

| 26.4.1995                           |       |            |                                                                               |
| Česko                               | 3 – 1 | Nizozemsko | Stadion Sparty na Letné, Praha diváci: 17,463 rozhodčí: Helmut Krug (Germany) |
| Skuhravý 49' Němeček 57' Berger 62' |       | Jonk 7'    | Stadion Sparty na Letné, Praha diváci: 17,463 rozhodčí: Helmut Krug (Germany) |

| 26.4.1995                                                   |       |             |                                                                       |
| Norsko                                                      | 5 – 0 | Lucembursko | Ullevaal, Oslo diváci: 15,124 rozhodčí: John Ferry (Northern Ireland) |
| Jakobsen 11' Fjørtoft 12' Brattbakk 24' Berg 46' Rekdal 52' |       |             | Ullevaal, Oslo diváci: 15,124 rozhodčí: John Ferry (Northern Ireland) |

| 7.6.1995    |       |       |                                                                           |
| Lucembursko | 1 – 0 | Česko | Stade Josy Barthel, Lucemburk diváci: 1,030 rozhodčí: John Ashman (Wales) |
| Hellers 89' |       |       | Stade Josy Barthel, Lucemburk diváci: 1,030 rozhodčí: John Ashman (Wales) |

| 7.6.1995             |       |       |                                                                      |
| Norsko               | 2 – 0 | Malta | Ullevaal, Oslo diváci: 15,180 rozhodčí: Zbigniew Przesmycki (Poland) |
| Fjørtoft 43' Flo 88' |       |       | Ullevaal, Oslo diváci: 15,180 rozhodčí: Zbigniew Przesmycki (Poland) |

| 7.6.1995       |       |            |                                                                           |
| Bělorusko      | 1 – 0 | Nizozemsko | Dinamo Stadium, Minsk diváci: 28,000 rozhodčí: Adrian Porumboiu (Romania) |
| Gerasimets 27' |       |            | Dinamo Stadium, Minsk diváci: 28,000 rozhodčí: Adrian Porumboiu (Romania) |

| 16.8.1995 |       |                |                                                                   |
| Norsko    | 1 – 1 | Česko          | Ullevaal, Oslo diváci: 22,054 rozhodčí: Sergei Khusainov (Russia) |
| Berg 27'  |       | Suchopárek 85' | Ullevaal, Oslo diváci: 22,054 rozhodčí: Sergei Khusainov (Russia) |

| 6.9.1995                      |       |        |                                                                                          |
| Česko                         | 2 – 0 | Norsko | Stadion Sparty na Letné, Praha diváci: 19,522 rozhodčí: Kurt Röthlisberger (Switzerland) |
| Skuhravý 6' (pen.) Drulák 87' |       |        | Stadion Sparty na Letné, Praha diváci: 19,522 rozhodčí: Kurt Röthlisberger (Switzerland) |

| 6.9.1995   |       |           |                                                                       |
| Nizozemsko | 1 – 0 | Bělorusko | De Kuip, Rotterdam diváci: 18,830 rozhodčí: Robert Sedlacek (Austria) |
| Mulder 83' |       |           | De Kuip, Rotterdam diváci: 18,830 rozhodčí: Robert Sedlacek (Austria) |

| 6.9.1995    |       |       |                                                                                      |
| Lucembursko | 1 – 0 | Malta | Stade Josy Barthel, Lucemburk diváci: 4,809 rozhodčí: Algirdas Dubinskas (Lithuania) |
| Holtz 44'   |       |       | Stade Josy Barthel, Lucemburk diváci: 4,809 rozhodčí: Algirdas Dubinskas (Lithuania) |

| 7.10.1995 |       |                       |                                                                     |
| Bělorusko | 0 – 2 | Česko                 | Dinamo Stadium, Minsk diváci: 9,500 rozhodčí: Anders Frisk (Sweden) |
|           |       | Frýdek 25' Berger 84' | Dinamo Stadium, Minsk diváci: 9,500 rozhodčí: Anders Frisk (Sweden) |

| 11.10.1995 |       |                                    |                                                                                          |
| Malta      | 0 – 4 | Nizozemsko                         | Národní stadion Ta' Qali, Ta' Qali diváci: 10,502 rozhodčí: Kim Milton Nielsen (Denmark) |
|            |       | Overmars 52', 61', 66' Seedorf 82' | Národní stadion Ta' Qali, Ta' Qali diváci: 10,502 rozhodčí: Kim Milton Nielsen (Denmark) |

| 11.10.1995  |       |           |                                                                             |
| Lucembursko | 0 – 0 | Bělorusko | Stade Josy Barthel, Lucemburk diváci: 4,200 rozhodčí: Paul Durkin (England) |
|             |       |           | Stade Josy Barthel, Lucemburk diváci: 4,200 rozhodčí: Paul Durkin (England) |

| 12.11.1995 |       |                     |                                                                                 |
| Malta      | 0 – 2 | Bělorusko           | Národní stadion Ta' Qali, Ta' Qali diváci: 3,025 rozhodčí: Tokat Metin (Turkey) |
|            |       | Gerasimets 79', 83' | Národní stadion Ta' Qali, Ta' Qali diváci: 3,025 rozhodčí: Tokat Metin (Turkey) |

| 15.11.1995                 |       |             |                                                                                 |
| Česko                      | 3 – 0 | Lucembursko | Stadion Sparty na Letné, Praha diváci: 20,239 rozhodčí: Alfred Wieser (Austria) |
| Drulák 37', 46' Berger 57' |       |             | Stadion Sparty na Letné, Praha diváci: 20,239 rozhodčí: Alfred Wieser (Austria) |

| 15.11.1995                          |       |        |                                                                        |
| Nizozemsko                          | 3 – 0 | Norsko | De Kuip, Rotterdam diváci: 42,325 rozhodčí: Dermot Gallagher (England) |
| Seedorf 47' Mulder 88' Overmars 89' |       |        | De Kuip, Rotterdam diváci: 42,325 rozhodčí: Dermot Gallagher (England) |

## Hráli v kvalifikaci
- Škrtnutí hráči se do nominace na EURO96 nevešli (zranění, výkonnost, osobní důvody).
- Hráči s kurzívou v kvalifikaci nenastoupili, přesto byli na EURO96 nominováni.
- Škrtnutí hráči s kurzívou byli v širší nominaci na EURO96.

| Jméno             | Klub                                      | 1. | 2. | 3. | 4. | 5. | 6. | 7. | 8. | 9 . | 10. | Minuty | Góly | Poznámka |
| ----------------- | ----------------------------------------- | -- | -- | -- | -- | -- | -- | -- | -- | --- | --- | ------ | ---- | --- |
| Petr Kouba        | AC Sparta Praha                           | 90 | -  | -  | -  | 90 | 90 | 90 | 90 | 90  | 90  | 630    | -    | Málokterá reprezentace měla tak vyrovnané brankářské duo jako Česká republika. Ve prospěch Kouby hrál fakt, že chytal pravidelně.                                                                        |
| Pavel Srniček     | Newcastle United                          | -  | 90 | 90 | 90 | -  | -  | -  | -  | -   | -   | 270    | -    | V neprospěch Srnička hrál fakt, že byl v Newcastlu týmová dvojka za Hislopem. |
| Patrik Berger     | BV Borussia Dortmund SK Slavia Praha      | 8  | -  | 16 | 90 | 90 | 90 | 45 | -  | 17  | 83  | 439    | 6    | Největší talent českého fotbalu první poloviny 90. let si nominaci zajistil automaticky byť v nabitém týmu Borussie neměl jisté místo v sestavě.                                                         |
| Michal Bílek      | Viktoria Žižkov                           | -  | -  | 90 | 6  | -  | -  | -  | -  | -   | -   | 96     | -    | Na jaře 1996 neměl reprezentační formu. |
| Radek Drulák      | FK Drnovice                               | -  | -  | -  | -  | -  | 31 | 77 | 72 | 90  | 90  | 360    | 3    | V pokročilejším fotbalovém věku se z Druláka stal stroj na góly a nominace na Euro96 mu i přes slabší formu neunikla.                                                                                    |
| Martin Frýdek     | AC Sparta Praha                           | 82 | 20 | -  | 84 | 45 | 22 | 90 | 70 | 86  | 90  | 589    | 1    | Špílmachr, kterému na základní sestavu něco málo chybělo. |
| Pavel Hapal       | CD Tenerife Bayer Leverkusen              | -  | -  | 90 | 90 | 90 | 90 | 90 | -  | 90  | 90  | 630    | -    | Měsíc před Euro96 utrpěl komplikovanou zlomeninu holenní kosti. |
| Ivan Hašek        | JEF United Sanfrecce Hiroshima            | -  | 90 | -  | -  | -  | -  | -  | -  | -   | -   | 90     | -    | V Japonsku nebyl na očích trenéra Uhrina. |
| Michal Horňák     | AC Sparta Praha                           | -  | -  | -  | -  | -  | -  | -  | -  | 76  | -   | 76     | -    | Krajní obránce. Nominace mu neunikla díky absenci Řepky a Hapala. |
| Miroslav Kadlec   | 1. FC Kaiserslautern                      | -  | 46 | 90 | 90 | 90 | 90 | 90 | 90 | 90  | 90  | 766    | 1    | Nepostradatelná část a dirigent reprezentační obrany. |
| Luboš Kubík       | FK Drnovice Lázně Bohdaneč 1. FC Nürnberg | 90 | 90 | 90 | -  | -  | -  | -  | -  | -   | -   | 270    | 1    | Mozek reprezentační zálohy. Po komplikovaném zranění kolene se jen pomalu vracel do reprezentace. Nominace na Euro96 mu naštěstí neunikla. Byl to právě on, kdo nabil Šmicrovi v zápase s Ruskem na 3:3. |
| Pavel Kuka        | 1. FC Kaiserslautern                      | 90 | 90 | 89 | 90 | 89 | 90 | 90 | 18 | 90  | 86  | 822    | 1    | Nejstabilnější útočník reprezentace, který ovšem často trpěl na kvantum neproměněných šancí, do kterých se díky své akceleraci dostával nevěda jak.                                                      |
| Radoslav Látal    | FC Schalke 04                             | 86 | 90 | 90 | 90 | 45 | 90 | 77 | 90 | 90  | 90  | 838    | -    | Celá pravá strana hřiště patřila právě jemu. Nepostradatelný univerzál reprezentačního týmu. |
| Vratislav Lokvenc | AC Sparta Praha                           | -  | -  | -  | -  | -  | -  | -  | 11 | -   | 4   | 15     | -    | Na jaře 1996 neměl reprezentační formu. |
| Pavel Nedvěd      | AC Sparta Praha                           | -  | -  | -  | -  | -  | -  | 45 | 90 | 73  | 90  | 298    | -    | Fyzicky velmi disponovaný, obounohý záložník, který se stal stabilní součástí reprezentační zálohy ke konci kvalifikace.                                                                                 |
| Jiří Němec        | FC Schalke 04                             | 90 | 90 | 90 | -  | 90 | 90 | 90 | 90 | 90  | -   | 720    | -    | Nepostradatelná součást reprezentační zálohy. Velký dříč, který uměl obrat soupeře o míč a dokonce ho i podržet.                                                                                         |
| Václav Němeček    | Servette Geneva Toulouse FC               | 90 | 44 | -  | 90 | 90 | 90 | -  | 90 | 14  | 70  | 578    | 1    | Kapitán a vůdčí osobnost reprezentačního týmu. Během kvalifikaci často kritizován médii. Nominaci měl jistou díky zkušenostem.                                                                           |
| Jiří Novotný      | AC Sparta Praha                           | 90 | 57 | -  | -  | -  | -  | -  | -  | -   | -   | 147    | -    | Od vyloučení v zápase s Maltou vypadl na pár let z reprezentace. |
| Karel Poborský    | SK Slavia Praha Viktoria Žižkov           | -  | -  | 74 | -  | -  | -  | 13 | 20 | 4   | 20  | 131    | -    | Brilantní technik si v reprezentaci dlouho hledal místo. Na jaře 1996 už byl nepostradatelnou součástí ofenzivní zálohy.                                                                                 |
| Tomáš Řepka       | AC Sparta Praha Baník Ostrava             | -  | -  | -  | 90 | 90 | 68 | 90 | 90 | 90  | -   | 518    | -    | O jistou nominaci přišel kvůli červené kartě při kvalifikačním zápase jednadvacítek na olympiádu 1996.                                                                                                   |
| Petr Samec        | SK Hradec Králové FC Union Cheb           | -  | -  | 1  | 2  | -  | -  | 13 | -  | -   | -   | 16     | -    | Na jaře 1996 neměl reprezentační formu. |
| Horst Siegl       | 1. FC Kaiserslautern AC Sparta Praha      | 90 | -  | 90 | 88 | 1  | -  | -  | -  | -   | -   | 269    | 3    | Na jaře 1996 neměl reprezentační formu. |
| Tomáš Skuhravý    | Sporting Lisabon FC Janov                 | -  | 90 | -  | -  | 90 | 59 | -  | 79 | -   | -   | 318    | 2    | Na jaře 1996 neměl reprezentační formu. |
| Jan Suchopárek    | SK Slavia Praha                           | 90 | 90 | 90 | -  | 90 | 90 | 90 | 90 | -   | 90  | 720    | 1    | Stavební pilíř reprezentační obrany. |
| Daniel Šmejkal    | SK Slavia Praha                           | 90 | 70 | -  | 90 | -  | -  | -  | -  | -   | -   | 250    | 1    | Na jaře 1996 neměl reprezentační formu. |
| Vladimír Šmicer   | SK Slavia Praha                           | -  | -  | -  | -  | -  | -  | -  | -  | -   | 7   | 7      | -    | O nominaci si řekl svými výkony v sezóně 95/96 kdy se mu hlavně vyhýbaly zdravotní problémy s kolenem.                                                                                                   |
| Petr Veselý       | FK Drnovice Baník Ostrava                 | 4  | -  | -  | -  | -  | -  | -  | -  | -   | -   | 4      | -    | Na jaře 1996 neměl reprezentační formu. |
| Radek Bejbl       | SK Slavia Praha                           | -  | -  | -  | -  | -  | -  | -  | -  | -   | -   | -      | -    | O nominaci si řekl svými výkony na jaře 1996. Fyzicky zdatný defenzivní záložník. |
| Milan Kerbr       | SK Sigma Olomouc                          | -  | -  | -  | -  | -  | -  | -  | -  | -   | -   | -      | -    | Uhrin se rozhodoval mezi triem Wagner, Vágner a Kerbr. Nakonec nominoval Kerbra. |
| Martin Kotůlek    | SK Sigma Olomouc                          | -  | -  | -  | -  | -  | -  | -  | -  | -   | -   | -      | -    | O nominaci si řekl svými výkony na jaře 1996. Spolehlivý obránce. |
| Ladislav Maier    | Slovan Liberec                            | -  | -  | -  | -  | -  | -  | -  | -  | -   | -   | -      | -    | Uhrin se rozhodoval mezi Maierem a Jánošem na post třetího brankaře. Nakonec nominoval Maiera. |
| Pavel Novotný     | SK Slavia Praha                           | -  | -  | -  | -  | -  | -  | -  | -  | -   | -   | -      | -    | O nominaci si řekl svými výkony na jaře 1996. Univerzál schopný hrát na všech postech. |
| Karel Rada        | SK Sigma Olomouc                          | -  | -  | -  | -  | -  | -  | -  | -  | -   | -   | -      | -    | O nominaci si řekl svými výkony na jaře 1996. Výborný hlavičkář. |
| Luboš Kozel       | SK Slavia Praha                           | -  | -  | -  | -  | -  | -  | -  | -  | -   | -   | -      | -    | Nebyl nominován kvůli přetrvávajícími problémy s koleny. |
| Zdeněk Jánoš      | FK Jablonec                               | -  | -  | -  | -  | -  | -  | -  | -  | -   | -   | -      | -    | Uhrin se rozhodoval mezi Maierem a Jánošem na post třetího brankaře. Nakonec nominoval Maiera. |
| Jiří Lerch        | SK Slavia Praha                           | -  | -  | -  | -  | -  | -  | -  | -  | -   | -   | -      | -    | Uhrina o své nominaci na Euro96 nepřesvědčil. |
| Oldřich Machala   | SK Sigma Olomouc                          | -  | -  | -  | -  | -  | -  | -  | -  | -   | -   | -      | -    | Uhrina o své nominaci na Euro96 nepřesvědčil. |
| Lumír Mistr       | AC Sparta Praha                           | -  | -  | -  | -  | -  | -  | -  | -  | -   | -   | -      | -    | Nebyl nominován kvůli přetrvávajícími problémy s koleny. |
| Martin Pěnička    | SK Slavia Praha                           | -  | -  | -  | -  | -  | -  | -  | -  | -   | -   | -      | -    | Uhrina o své nominaci na Euro96 nepřesvědčil. |
| Roman Pivarník    | SK Rapid Wien                             | -  | -  | -  | -  | -  | -  | -  | -  | -   | -   | -      | -    | Uhrina o své nominaci na Euro96 nepřesvědčil. |
| Robert Vágner     | SK Slavia Praha                           | -  | -  | -  | -  | -  | -  | -  | -  | -   | -   | -      | -    | Uhrin se rozhodoval mezi triem Wagner, Vágner a Kerbr. Nakonec nominoval Kerbra. |
| René Wagner       | SK Rapid Wien                             | -  | -  | -  | -  | -  | -  | -  | -  | -   | -   | -      | -    | Uhrin se rozhodoval mezi triem Wagner, Vágner a Kerbr. Nakonec nominoval Kerbra. |